# Ernst Schlange (Politiker, November 1888)
Ernst Schlange (* 29. November 1888 in Schöningen, Kreis Randow; † 11. April 1967 in Beuel) war ein deutscher Landwirt und Politiker (NSDAP).

## Leben
Ernst Schlange wurde als Sohn des Rittergutsbesitzers Ernst Schlange (1851–1925) auf dessen Gut Schöningen im Kreis Randow geboren. Von 1909 bis 1921 diente Ernst Schlange als Offizier. Im Ersten Weltkrieg wurde er mit dem Eisernen Kreuz II. und I. Klasse und dem Verwundetenabzeichen ausgezeichnet. Er wurde als Rittmeister a. D. entlassen. Ab 1921 wirtschaftete er als Landwirt. 
Bei der Reichstagswahl vom 31. Juli 1932 wurde er für die Nationalsozialistische Deutsche Arbeiterpartei im Wahlkreis 11 (Regierungsbezirk Merseburg) in den Reichstag gewählt. Er gehörte ihm nur in dieser einen, noch im Jahre 1932 wieder endenden 6. Wahlperiode an. In der Sturmabteilung war Schlange ab dem 1. November 1931 SA-Standartenführer; ab dem 12. März 1933 führte er die SA-Untergruppe Pommern Ost. Am 15. Mai 1933 wurde er aus der SA entlassen.
Ernst Schlanges älterer Bruder Hans Schlange-Schöningen (1886–1960) wirkte in der Weimarer Republik und in der Nachkriegszeit in Deutschland  als Politiker. Der Chirurg Hans Schlange war ein Onkel der Brüder. Der gleichnamige Vetter Ernst Schlange (1888–1947) war ebenfalls NSDAP-Politiker; er war zeitweise Gauleiter sowie 1932/33 Abgeordneter im Preußischen Landtag.